# Jimmy Vienot
 (septembre 2017).
Jimmy Vienot, né à Montreuil (Seine-Saint-Denis, France) le 9 juin 1995, est un champion de boxe thaïlandaise, de kick-boxing et de MMA.

## Biographie
Sept fois champion du monde, cinq fois champion d'Europe et cinq fois champion de France de boxe thaïlandaise, il est l'un des boxeurs français les plus titrés à 26 ans.
Natif de la région parisienne, Jimmy emménage à Montpellier à l'âge de 10 ans. Il débute les sports de combat par le judo de ses 5 à 13 ans. Il se dirige vers la boxe thaïlandaise à 13 ans au Star Boxing Montpellier. Jimmy Vienot passe professionnel en 2013 à l'âge de 18 ans et cumule un palmarès impressionnant : 111 combats, 90 victoires, 32 KO. En 2018, à 23 ans, Jimmy Vienot détient déjà trois ceintures mondiales : WPMF (World Professional Muaythai Federation, 2016), WBC (World Boxing Council, Fédération internationale de boxe anglaise, 2017), WMC (World Muaythai Council, 2018) mais aussi quatre titres européens et trois récompenses nationales,,.  
Il est sacré boxeur français de l'année en 2016 et 2019. Boxeur engagé, il s'enorgueillit de plusieurs distinctions : médaille de la soirée des champions de l'INSEP (2018,2019), médaille citoyen d'honneur de la ville de Montpellier (2019), médaille du département de l'Hérault (2019) et médaille de l'Assemblée nationale (2019).  
Il poursuit aujourd'hui sa carrière en muay-thaï avec un septième titre de champion du monde fin 2021. De plus, Jimmy se diversifie et réalise ses débuts professionnels en MMA à l'UAE Warriors, une première dans l'octogone qui s'est conclue par une victoire.
En 2025 il est classé 1er mondial dans sa catégorie (72.5kg).
Jimmy Vienot surnommé Golden Elbow du muay-thaï est entraîné depuis toujours par Désiré « Dédé » Thibaut.